# Gracilinanus marica
Gracilinanus marica é uma espécie de marsupial da família Didelphidae. Pode ser encontrada na Colômbia e Venezuela.